# The Paper Dolls
The Paper Dolls was een Britse meidengroep uit Northampton uit de late jaren 1960.

## Bezetting
- Susie 'Tiger' Mathis (geboren 29 april 1947 in Londen)
- Pauline 'Spyder' Bennett (geboren 28 juli 1948 in Bletchley)
- Sue 'Copper' Marshall (geboren 21 april 1948 in Northampton)

## Geschiedenis
De drie jonge vrouwen leerden elkaar kennen toen ze dans studeerden aan de Pitt-Draffen Academy of Dramatic Arts in Northampton.
Begin 1968 was Pye Records-componist Tony Macaulay (The 5th Dimension, The Hollies, Scott Walker) op zoek naar een nieuwe meidengroep voor zijn nummer Something Here in My Heart (Keeps A Tellin' Me No). Hij deed auditie bij tal van meidenbands. De trio's The Satin Bells en The Dolly Set bereikten de finale. Zijn keuze viel op The Dolly Set, die werden omgedoopt tot de Paper Dolls en tekenden bij Pye. De single Something Here in My Heart (Keeps A Tellin' Me No) werd uitgebracht in februari 1968 en bereikte nummer 11 in de UK Singles Chart in mei.
Dit werd gevolgd door optredens in muziekprogramma's zoals Top of the Pops in Engeland en Beat Club in Duitsland.
The Paper Dolls was een van de weinige Britse meidengroepen van de jaren 1960, dit fenomeen was toen bijna uitsluitend aanwezig in de Verenigde Staten. De groep choreografeerde hun liedjes zelf en gaf zichzelf bijnamen: Susie Mathis was 'Tiger', Pauline Bennett was 'Spyder' en Sue Marshall was 'Copper'. Dit principe werd bijna 30 jaar later herhaald door de Spice Girls.
De tweede single Build Me Up Buttercup was in eerste instantie ook geschreven door Macaulay. Door een misverstand over de planning kwam de groep echter niet opdagen voor de opnamesessie, dus het nummer ging uiteindelijk naar The Foundations, die het naar nummer 2 in de Britse hitlijsten brachten. De tweede single My Life (is in Your Hands) van de Paper Dolls werd in plaats daarvan in juni 1968 uitgebracht, maar kwam niet in de hitlijsten. Kort daarna werd het enige album Paper Dolls House, geproduceerd door Tony Macaulay, uitgebracht. Het album bevatte de cover Captain of Your Ship van de Amerikaanse meidengroep Reparata & the Delrons, Move Over Darling van Doris Day en een vroege versie van Any Old Time (You're Lonely and Sad), dat later een Top 50-hit werd voor The Foundations. Het nummer Step Inside Love werd ook opgenomen tijdens de sessies voor het album, maar verscheen pas in 2001 als bonusnummer op de cd-heruitgave van het album.
De derde single Someday werd uitgebracht in november 1968 en miste ook de hitparade. Tony Macaulay verliet Pye Records kort daarna voor Bell Records en de Paper Dolls werden ontbonden van hun contract. Nog twee singles werden uitgebracht door RCA Victor, My Boyfriend's Back (een cover van The Angels van februari 1970) en Remember December (achtergrondzang: Brian Connolly; november 1970).
In 1971 bracht Sue Mathis de solosingle Burn, Burn, Burn uit als Tiger Sue. Bennett en Marshall verlieten achtereenvolgens de groep, die doorging met nieuwe bezettingen en uiteindelijk ontbond in 1979.

## Discografie
Pye Records
- 1968: Something Here in My Heart (Keeps A Tellin' Me No) / ll The Time In The World
- 1968: My Life (Is In Your Hands) / There's Nobody I'd Sooner Love
- 1968: Someday / Any Old Time (You're Lonely and Sad)

RCA Victor
- 1970: My Boyfriend's Back / Mister Good Time Friday
- 1970: Remember December / Same Old Story

Flash Backs Pye
- 1983: Sad Sweet Dreamer / Something Here In My Heart (Keeps A Telling Me No) (A-kant: Sweet Sensation, B-kant: The Paper Dolls)

Old Gold
- 1985: That Same Old Feeling / Something Here In My Heart (Keeps A-Tellin' Me No) (A-kant: Pickettywitch, B-kant The Paper Dolls)